# غلينون دويل
غلينون دويل (بالإنجليزية: Glennon Doyle)‏ (25 مارس 1976 في الولايات المتحدة)؛صحفية، مُدرسة وروائية أمريكية.